# 张氏碘泡虫
张氏碘泡虫（学名：Myxobolus tchangi）为碘泡科碘泡虫属的动物。在中国，分布于浙江等，营寄生生活，寄生在青鱼的肠和胆囊。